# Alexandre Guilliermond
Marie Antoine Alexandre Guilliermond (ur. 19 sierpnia 1876 w Lyonie, zm. 1 kwietnia 1945 tamże) – francuski botanik i mykolog.

## Życiorys i praca naukowa
Był synem lekarza i córki profesora higieny, w jego rodzinie było jeszcze wielu lekarzy. Podczas studiów na Wydziale Nauk Ścisłych Uniwersytetu w Lyonie zainteresował się botaniką. W 1899 r. uzyskał licencjat nauk przyrodniczych, a w 1902 doktorat, broniąc pracy pt. „Badania cytologiczne drożdży i niektórych grzybów drożdżopodobnych”. W 1903 roku ożenił się z Marie Renaut, córką profesora medycyny. W 1913 został wykładowcą na Uniwersytecie Paryskim, w 1935 objął katedrę botaniki na Sorbonie, gdzie zastąpił Pierre’a Augustina Dangearda. Od 1932 kierował Laboratorium Cytologii Roślin w École pratique des hautes études. W 1927 r. ożenił się z Hélène Popovici, z którą miał dwoje dzieci.
Jest autorem ponad 300 artykułów. Był jednym z pierwszych, którzy zidentyfikowali rozmnażanie płciowe u drożdży. W 1928 r. zaproponował taksonomię drożdży z 22 rodzajami, która opierała się na morfologii, obecności lub braku askospor i ich zdolności do fermentacji określonych substratów.
W naukowych nazwach utworzonych przez niego taksonów dodawany jest skrót jego nazwiska Guillem. Jego nazwiskiem nazwano rodzaj grzybów Guilliermondia i gatunki drożdży Debaryomyces guilliermondii, Hanseniaspora guilliermondii, Saccharomyces guilliermondii, Zygosaccharomycodes guilliermondii i Candida guilliermondii.